# Breakthrought!
Breakthrought! è un album di Hank Mobley e Cedar Walton, pubblicato dalla Cobblestone Records nell'aprile del 1972.I brani dell'album furono registrati il 22 febbraio 1972 a New York (Stati Uniti).

## Tracce
Lato A
1. Breakthrough – 10:33 (Hank Mobley)
2. Sabia – 4:10 (Antônio Carlos Jobim, Chico Buarique)
3. House on Maple Street – 6:33 (Cedar Walton)

Lato B
1. Theme from Love Story – 6:09 (Francis Lai, Carl Sigman)
2. Summertime – 7:36 (George Gershwin, Ira Gershwin, DuBose Heyward)
3. Early Morning Stroll – 7:59 (Hank Mobley)

## Musicisti
- Hank Mobley - sassofono tenore
- Cedar Walton - pianoforte
- Charles Davis - sassofono baritono, sassofono soprano
- Sam Jones - contrabbasso
- Billy Higgins - batteria